# 九能小太刀
九能 小太刀（くのう こだち）は、高橋留美子の漫画『らんま1/2』、及びその派生作品に登場する架空の人物。
担当声優は島津冴子（テレビアニメ第1作）、佐倉綾音（テレビアニメ第2作）。

## 人物
九能帯刀の妹で、聖ヘベレケ女学院に通う高校生。16歳。所属する新体操部ではエースで、リボンを自由自在に使うことができる。黙っていればなかなかスタイルの良い美人だが、兄同様性格には非常に難があり、変態的なことから男女共に人気はあまりない。
登場時や去り際に黒薔薇を撒き散らすことから、異名は「黒薔薇の小太刀」である。
料理や茶道がかなり上手であるが、同時に薬を仕込んでいることも多いため、小太刀の本性を知っている者（主に兄の帯刀や乱馬。ただし2人とも1度は引っかかっている）からは警戒され、まともに食べてはもらえない。
とかげ幼稚園に通っていた頃、鷺ノ宮飛鳥というライバルがおり、彼女と10年後に彼氏比べで勝負する約束をしていた。そんな中、乱馬に一目惚れし、あの手この手で乱馬を自分のものにしようと企む。兄・帯刀をして「陰険で執念深く、気立てが悪いが、根もひねくれていて、狙った男は逃がさない」と評されており、勝つためなら卑怯な手段も躊躇わず使う。事実、新体操（もしくは格闘新体操）での大会では相手校の選手を闇討ちして出場不能にさせるという陰険な手段を平然と使っている。一方、卑怯な手を使っているとはいえ、格闘新体操のルールでらんまに敗れた際には潔く自分の負けを認めている。また、乱馬（男状態）とらんま（女状態）が同一人物であることに気づいていないため、らんま（女状態）のことも乱馬を巡る恋敵と認識して敵対心を燃やしている。
アニメではオリジナル話で多く登場し、原作でも中盤以降登場回数が増加した。原作の後半では、シャンプー、久遠寺右京とともに登場することが増えた。一方で、原作では父の九能校長との絡みが一度もなかった（アニメオリジナルエピソードでは父娘の絡みはあった）。

## 格闘新体操
小太刀が得意とする格闘技。素手で攻撃を行うことが禁じられており、新体操で使用する道具を使って攻撃する。基本的には新体操で使用する道具であれば、あらゆる仕掛けが許されるほか、その場の思い付きで道具を利用しても、審判団が「有効」とすれば認められる。

### 技
千手棍棒乱れ打ち（せんじゅこんぼうみだれうち）
格闘新体操奥義。一見『棍棒をあまりに速く打ち出しているために、何十本もあるように増えて見える』が、実は「本当に数多くの棍棒を同時に操つり打ち出す」技。アニメ版では20本もの棍棒を片手で繰り出すという人間離れした技巧を見せている。技の正体を知った観客からも「卑怯を通り越して（ある意味で）凄い！」と驚かれていた。

## その他
- 島津冴子は、『らんま1/2』のイベントでは、必ずと言っていいほどドレスを着用していた。